# Meschers-sur-Gironde
Meschers-sur-Gironde ist eine westfranzösische Gemeinde mit 3165 Einwohnern (Stand 1. Januar 2022) im Département Charente-Maritime in der Region Nouvelle-Aquitaine.

## Toponym
Der Name Meschers wird auf keltische Ursprünge zurückgeführt: Im 9. Jahrhundert wird erstmals die Ortsbezeichnung Miscaria erwähnt, die auf die keltischen Wörter mis („schlecht“) und caria („Stein“) verweisen könnte. In der Zeit der Französischen Revolution wurde daraus Meschers.

## Lage
Meschers-sur-Gironde liegt im Süden der Côte de Beauté auf dem rechten Ufer der Gironde in der historischen Kulturlandschaft der Saintonge, die ihrerseits wiederum ein Bestandteil der Landschaft der Charente ist. Die Stadt Royan liegt nur etwa 15 Kilometer (Fahrtstrecke) nordwestlich. Der Küstenort Talmont-sur-Gironde mit der spektakulär auf den Klippen gelegenen romanischen Kirche Ste-Radegonde befindet sich nur vier Kilometer südöstlich.

## Bevölkerungsentwicklung
| Jahr      | 1962 | 1968 | 1975 | 1982 | 1990 | 1999 | 2006 | 2016 |
| Einwohner | 1339 | 1475 | 1546 | 1649 | 1862 | 2234 | 2619 | 3103 |

Im 19. Jahrhundert hatte Meschers-sur-Gironde stets zwischen 900 und 1150 Einwohner. Danach sank die Einwohnerzahl stetig, bis sie im Jahr 1931 mit 816 Einwohnern ihren Tiefststand erreichte. In den letzten Jahrzehnten ist die Bevölkerung wieder deutlich angewachsen, was im Wesentlichen auf die Schaffung von Arbeitsplätzen infolge der Zunahme des Tourismus und im Vergleich zur Stadt Royan etwas niedrigeren Mieten und Grundstückspreise zurückzuführen ist.

## Wirtschaft
Vor Jahrhunderten spielten Landwirtschaft und Fischfang die dominierenden Rollen im Wirtschaftsleben der Gemeinde. Diese gehört zu den Bois ordinaires et communs des Weinbaugebiets Cognac, doch wegen der Absatzkrise bei teuren Weinbränden und selbst bei Wein werden kaum noch Rebstöcke angepflanzt; die Bauern in der Umgebung sind wieder zur 'normalen ' Landwirtschaft zurückgekehrt. Seit den 1960er Jahren spielt der Tourismus die bedeutendste Rolle im Wirtschaftsleben des Ortes.

## Geschichte
Um 1800 v. Chr. werden im Bereich der Gironde-Mündung und auf der Halbinsel Arvert die Ligurer vermutet, die jedoch um 800 v. Chr. von den Santonen und anderen keltischen Stammesgruppen verdrängt wurden. Die Römer hinterließen keine Spuren auf dem Gemeindegebiet von Meschers, aber aus gallorömischer Zeit sind mehrere Kleinfunde gemacht worden. Im Jahr 418 fielen die Westgoten in das Gebiet ein; sie wurden jedoch nach der verlorenen Schlacht von Vouillé (507) gegen die Franken auf die Iberische Halbinsel abgedrängt. Die Franken selbst konzentrierten sich in der Folge mehr auf ihr Kernland in der Mitte Frankreichs, so dass sich im Süden und Südwesten Frankreichs weitgehend unabhängige Herrschaftsbereiche entwickeln konnten – dazu gehörte auch das Herzogtum (zeitweise sogar Königtum) Aquitanien.
Im 12. Jahrhundert ging die Herzogswürde Aquitaniens auf die letzte Erbin Eleonore über, die im Alter von 15 Jahren (1137) den französischen König Ludwig VII. heiratete. Die Ehe blieb jedoch kinderlos und war binnen weniger Jahre zerrüttet, so dass sie im Jahre 1152 geschieden wurde; damit war der Weg frei für eine zweite Ehe Eleonores (1154) mit Heinrich Plantagenet, dem Herzog der Normandie und Grafen von Anjou, der kurz darauf als Heinrich II. König von England wurde. In der Folgezeit betrachteten sowohl Frankreich als auch England Aquitanien als ihren rechtmäßigen Besitz; der bereits im 12. Jahrhundert entbrannte Konflikt zwischen beiden Ländern endete schließlich im Hundertjährigen Krieg (1337–1453).
Im 16. Jahrhundert versuchten zunächst Franz I., dann sein Sohn Heinrich II., eine Salzsteuer (gabelle) einzuführen, woraufhin es in der Region, die sich bereits durch den Übertritt vieler Katholiken zum Protestantismus innerlich von Frankreich gelöst hatte, zu Aufständen (Jacquerie des Pitauds) kam, die jedoch von einer französischen Armee unter der Führung von Anne de Montmorency niedergeschlagen wurden. Später verlagerte sich der Unmut der Menschen mit der französischen Zentralmacht auf die religiöse Ebene und mündete in die Hugenottenkriege (1562–1598). Gemäß einer Volkszählung des Jahres 1682 hingen zwei Drittel der Familien dem protestantischen Glauben an, der in den 1530er Jahren von Johannes Calvin in Angoulême gepredigt und von seinen Schülern im Süden und Südwesten Frankreichs verbreitet worden war. Durch das Edikt von Fontainebleau (1685), mit welchem die im Edikt von Nantes (1598) und im Frieden von Alès (1629) verankerte relative Religionsfreiheit endgültig aufgehoben wurde, sahen sich viele Protestanten zur Auswanderung veranlasst. Die meisten blieben jedoch im Lande und praktizierten ihren Glauben im Verborgenen (Église du Désert). In dieser Zeit wandten sich etliche Einwohner von Meschers zeitweise der Piraterie zu. Mit dem in Religionsfragen vergleichsweise toleranten Marschall und Gouverneur Jean Charles de Saint-Nectaire besserte sich die Situation für die Protestanten in der Region um die Mitte des 18. Jahrhunderts wieder.
Die Jahre der Französischen Revolution und der napoleonischen Kriege wirkten sich im Südwesten Frankreichs kaum aus. In der zweiten Hälfte des 19. Jahrhunderts begann der Badetourismus und insgesamt setzte ein allmählich sich entwickelnder wirtschaftlicher Aufschwung ein, dessen Erfolge von den Auswirkungen des Ersten und des Zweiten Weltkrieges wieder zunichtegemacht wurden.

## Sehenswürdigkeiten

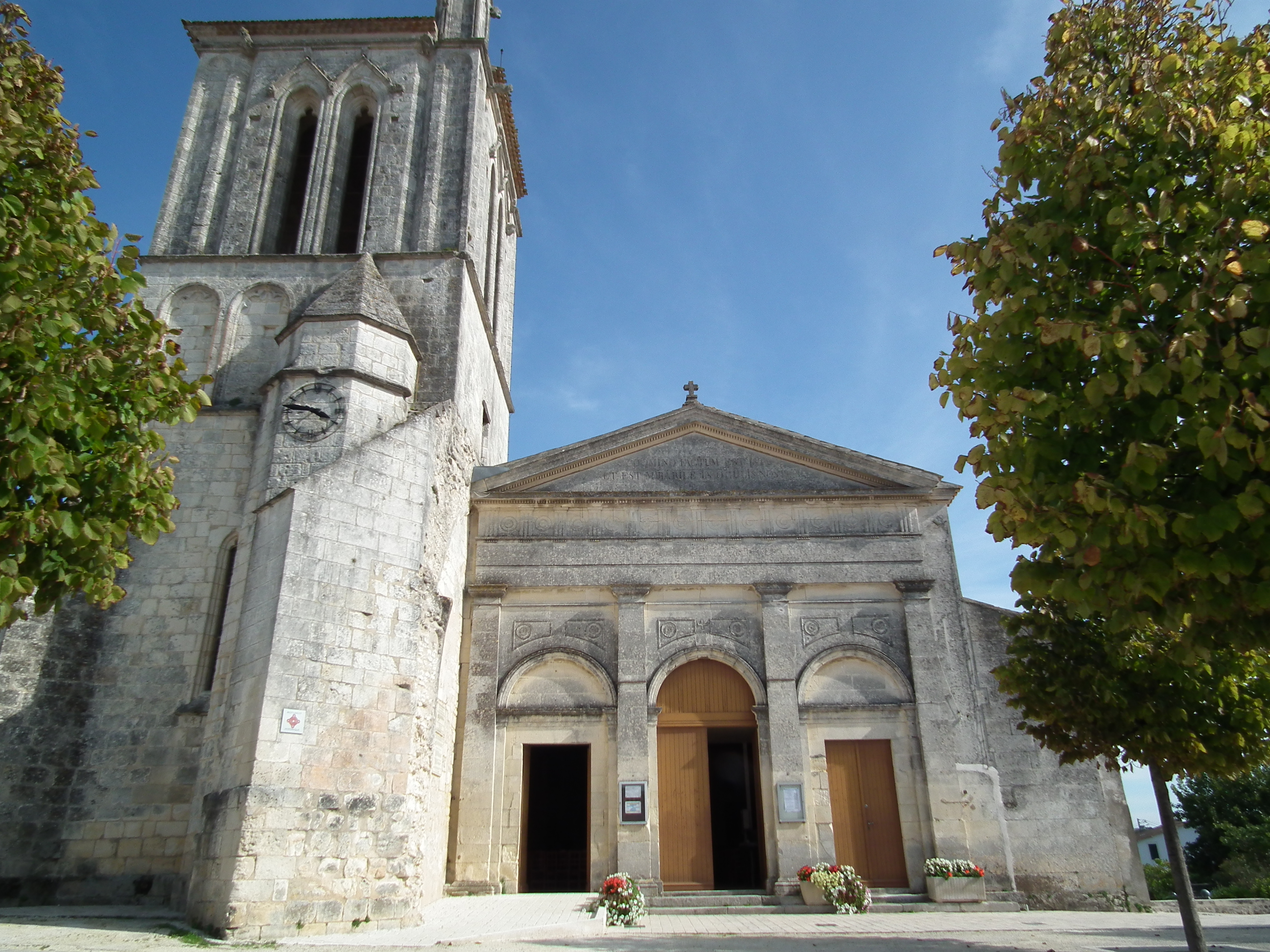
Kirche Saint-Saturnin

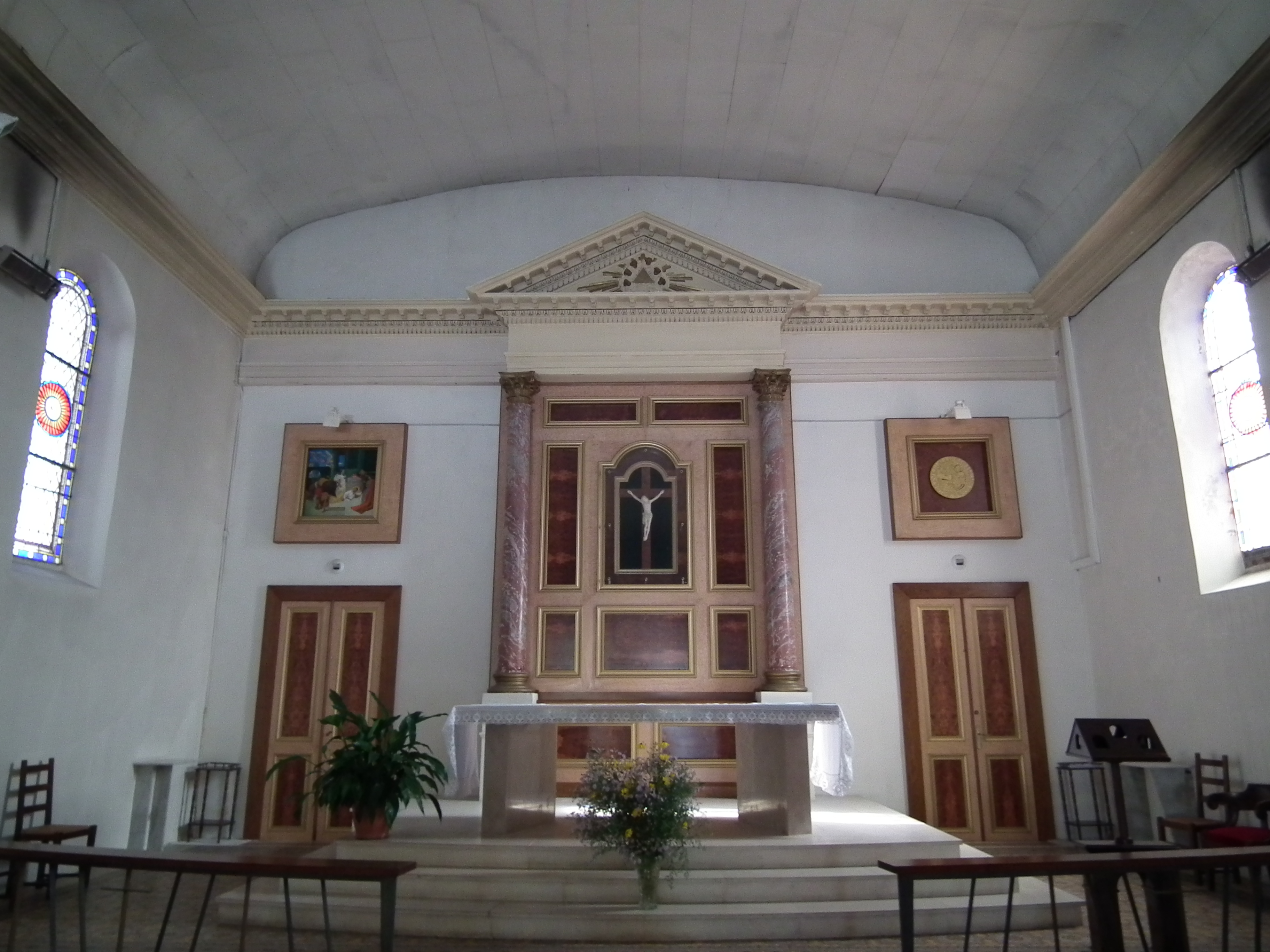
Innenansicht der Kirche Saint-Saturnin

Siehe auch: Liste der Monuments historiques in Meschers-sur-Gironde
- Möglicherweise gab es schon im 9. Jahrhundert eine Kirche in Miscaria, als der Ort von Ludwig dem Frommen der Kirche Saint-Seurin in Bordeaux übereignet wurde. Die Kirche wurde jedoch im 12. Jahrhundert neugebaut und ein Jahrhundert später von Mönchen aus Saint-Jean-d’Angély umgestaltet, was urkundlich belegt ist; diese Kirche fiel jedoch wahrscheinlich den Wirren und Zerstörungen des Hundertjährigen Krieges zum Opfer. Von dem um 1480 fertiggestellten Neubau ist nur noch der Turm erhalten, der auf den ersten Blick massig und somit romanisch erscheint; beim genaueren Hinsehen entdeckt man jedoch gotisches Blendmaßwerk sowie Dreipässe in den Bögen. Dieser Kirchenneubau wurde erneut zerstört – vielleicht bereits in den religiösen Auseinandersetzungen des ausgehenden 16. Jahrhunderts, oder aber bei einem Angriff spanischer Piraten im Jahr 1620. Auch die kurz darauf in die Region einfallenden Truppen Ludwigs XIII. kämen als Zerstörer infrage. Im 17. Jahrhundert wurde die dreiportalige, im Innern aber nur einschiffige heutige Kirche erbaut, die mit einem breitgespannten Stuckgewölbe auf einer hölzernen Unterkonstruktion gedeckt ist. Der Kirchenbau (eigentlich nur der Glockenturm) ist seit 1925 als Monument historique[1] anerkannt.
- Aus dem Jahre 1842 stammt das im neoklassizistischen Stil errichtete protestantische Gotteshaus (temple) mit seiner schmucklosen Architektur.
- Die in die Klippen (falaises) von Meschers hineingetriebenen Höhlen (Grottes de Régulus und Grottes de Matata) dienten als Fischerhütten, als Getreidespeicher, als Verstecke der Protestanten oder im 19. Jahrhundert als einfache Kneipen.
- Meschers hat mehrere Strände: Die Plage des Nonnes und die Plage de Suzac sind die schönsten; daneben gibt es noch die Plage de Vergnes und die Plage de l’Arnèche.

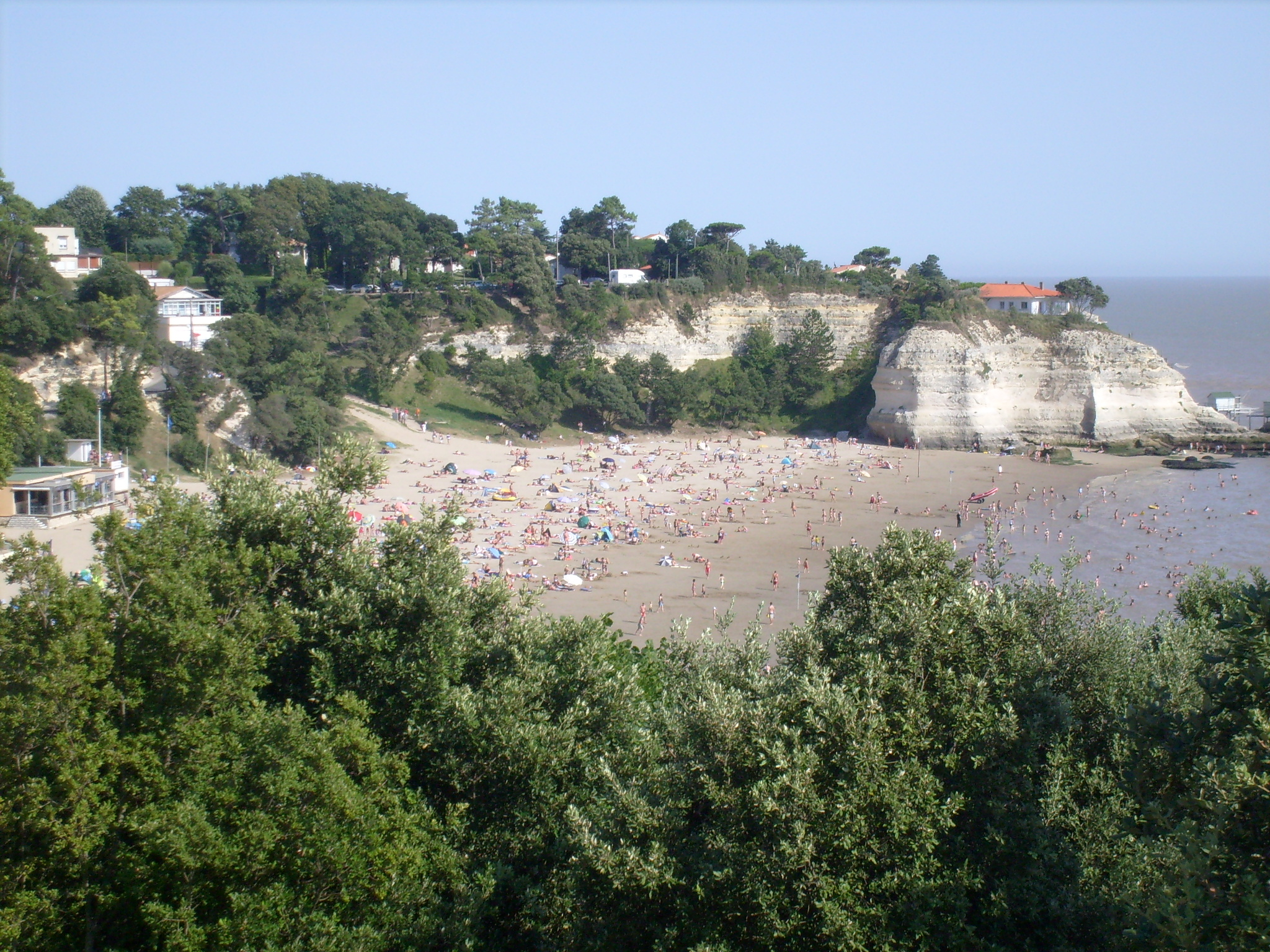
Plage des Nonnes
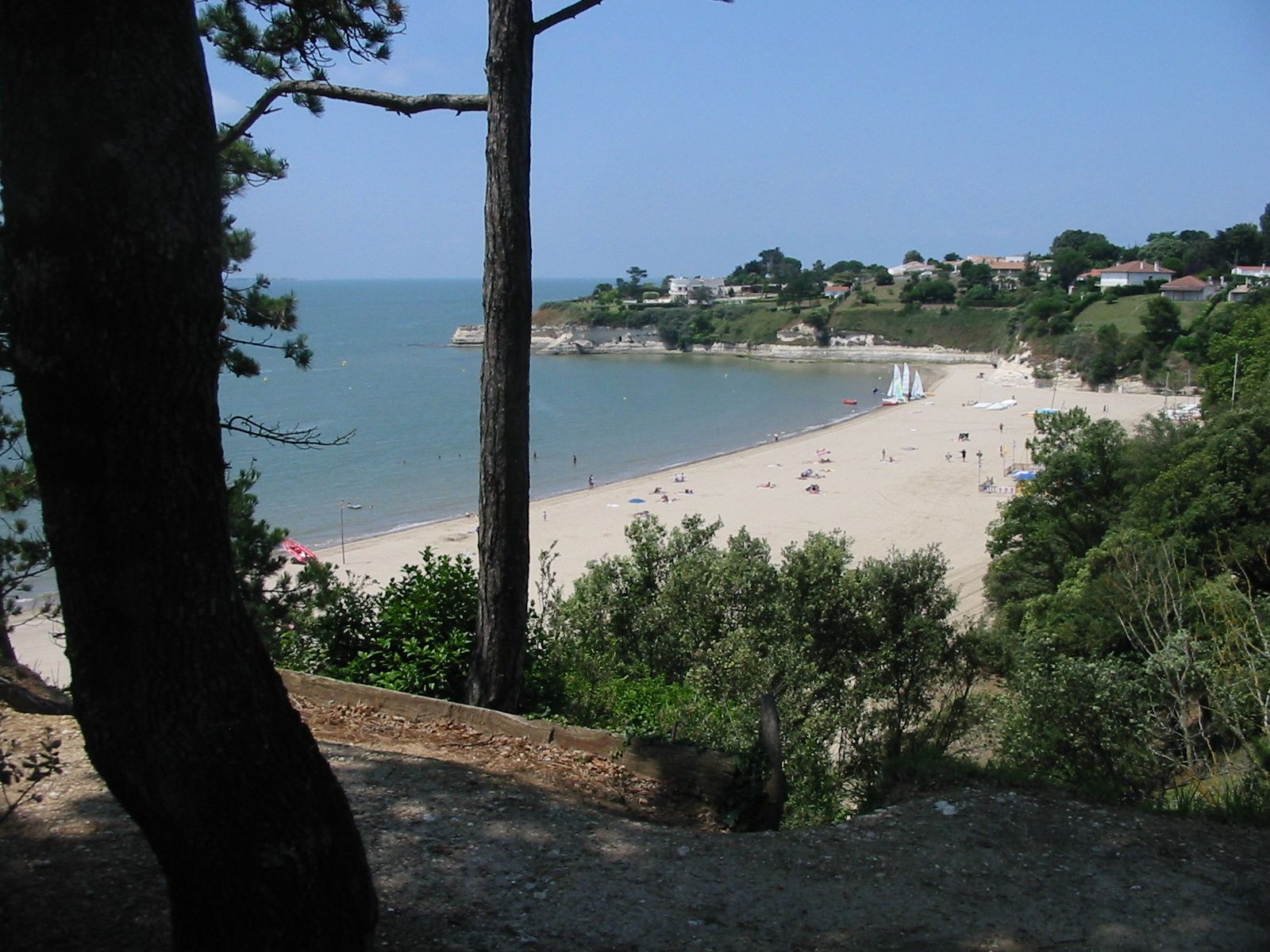
Plage des Nonnes
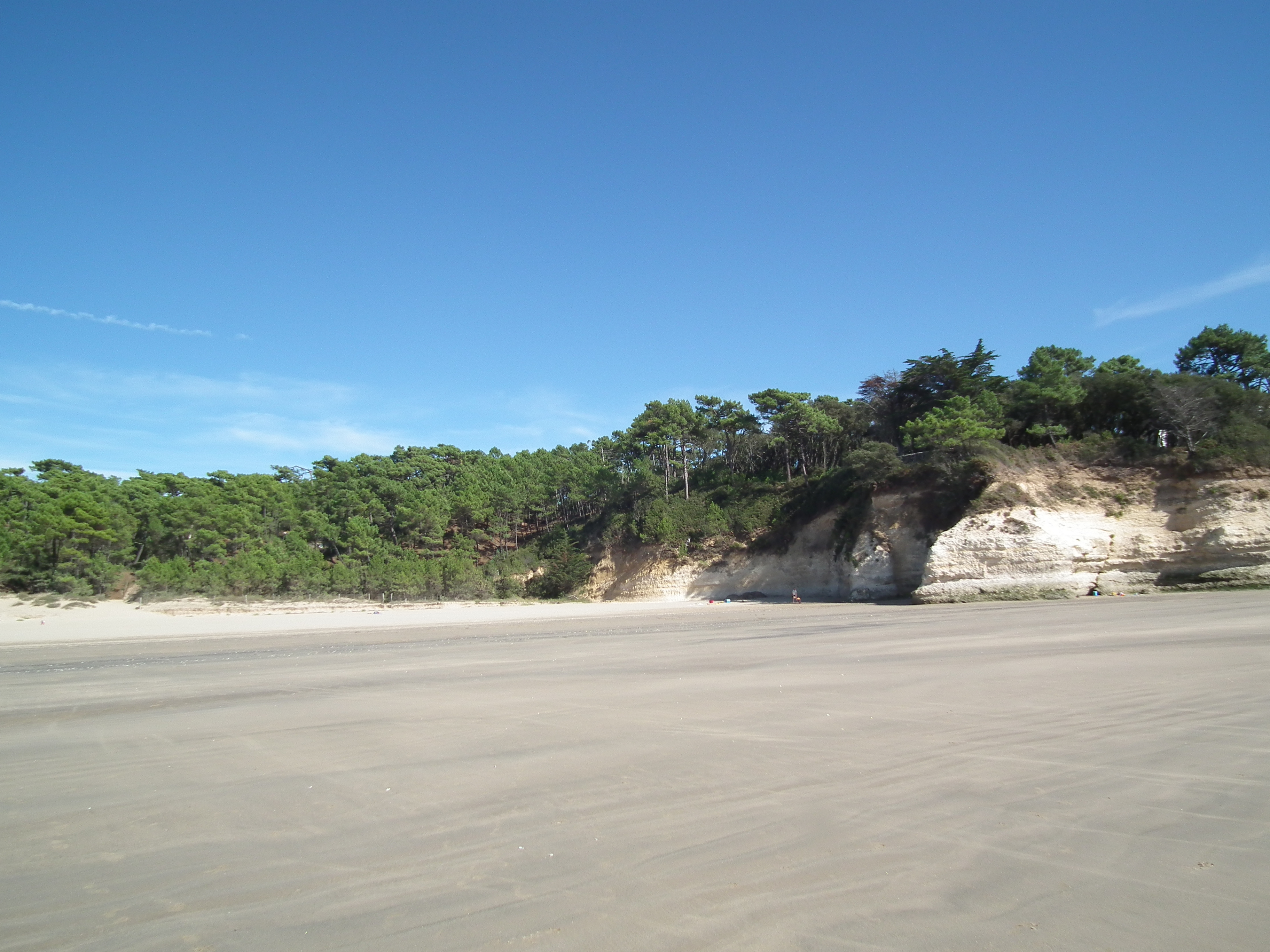
Plage de Suzac
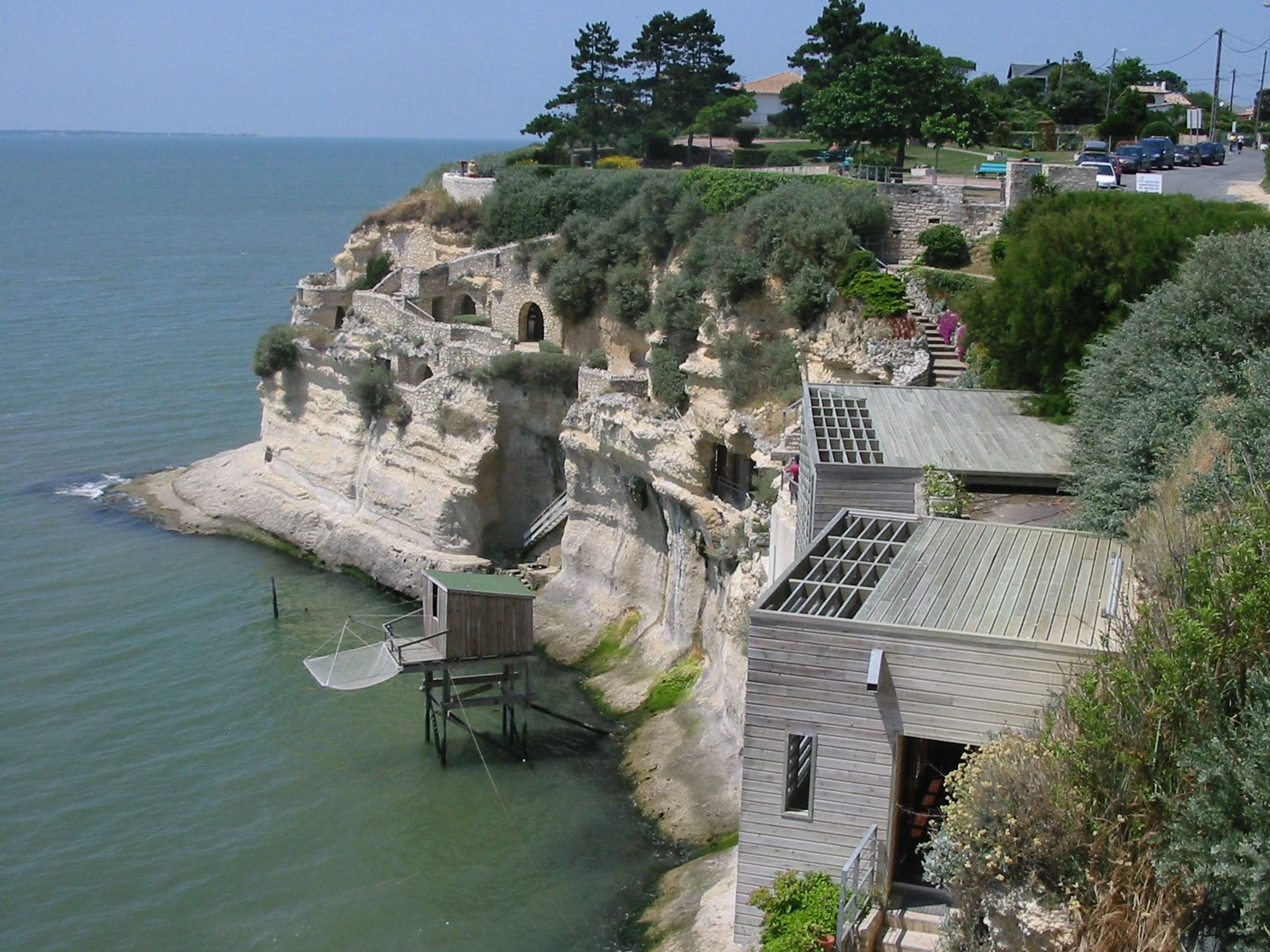
Grottes de Régulus